# ویلفرد هاروی شوف

نقشه نشان‌دهنده سکونتگاه‌های تجاری توصیف‌شده در Periplus of the Erythraean Sea و Periplus of Hanno.

ویلفرد هاروی شوف (1874 – ۱۹۳۲) باستان‌شناس و زبان‌شناس و پژوهشگر کلاسیک آمریکایی در اوایل قرن بیستم بود.

## تخصص
شوف مسئول ترجمه تعدادی از متون مهم باستانی یونانی بود. از جمله این آثار می‌توان به رهنامه دریای اریتره در قرن اول میلادی، و همچنین پریپلوس کارتاژی هانو اشاره کرد.
شووف علاوه بر نوشتن و ترجمه، به عنوان منشی موزه تجاری فیلادلفیا نیز خدمت کرد.

## آثار شووف، ویلفرد اچ
1. ترجمه کتاب رهنامه دریای اریتره: سفر و تجارت در اقیانوس هند، توسط یک تاجر قرن اول (نیویورک و همکاران: لانگمنز، گرین و شرکت، ۱۹۱۲). سفرنامه دریای اریترا، شوف کتابی در مورد دریای اریترا نوشته که ترجمه ای از کتاب پریپلوس اریترارهنامه دریای اریتره و کتاب دریای اریترای آگاتارشید استفاده کرده‌است بنا به نوشته کتاب اسناد نام خلیج فارس، میراثی کهن و جاودان شوف کتاب خود را بر ساس نوشته ترجمه کتاب آگاتارشید (میر اریترا) مورخ رومی نوشته و در صفحه ۴۷ آن کتاب آمده‌است که " اریترا، مردی بود معروف به مال و ثروت زاده پارس فرزند میوزائوس اسم دریای اریترا (شمال اقیانوس هند) منسوب به او ست. در این دریا جزیره ای است که آن زمان او در این جزیره زندگی می‌کرد علت زندگی او در این جزیره واقعه ناگهانی است که در اثر حمله شیرها به گله مادیان او در ساحل پارس اتفاق افتاد. در کتاب پریپلوس که قدیمی‌ترین رهنامه دریایی است و سفرهای دریایی یک یونانی از اسکندریه تا خلیج فارس را در ۶۶ پاره شرح داده‌است دریای اریترا و جزایر پارسی آن مانند زنوبیان را شرح داده و سواحل خلیج فارس را مردمانی پارسی دانسته‌است. این سفرنامه به سال‌های بین ۵۰ تا ۱۰۰ میلادی مربوط می‌شود.
2. ترجمه سفرنامه هانو، اکتشافات سواحل غرب آفریقاقرن پنجم
3. اکتشافات غرب آفریقا West African Coast, توسط دریاسالار کارتاژنی قرن پنجم قبل از میلاد (فیلادلفیا: موزه تجاری، ۱۹۱۲).
4. نوادگان یاکوب شوف که در سال ۱۷۵۲ به بوستون آمدند و در سال ۱۷۵۷ در آشبورنهام ساکن شدند. با گزارشی از مهاجرت آلمان به نیوانگلند استعماری (فیلادلفیا : [جی. مک گاریگل]، ۱۹۱۰)
5. تجارت آهن شرقی امپراتوری روم. ([نیوهاون]، ۱۹۱۵)
6. کشتی صور" تایر "؛ نمادی از سرنوشت فاتحان که توسط اشعیا، حزقیال و یوحنا پیشگویی شد و در نینوا، بابل و روم تحقق یافت. مطالعه ای در تجارت کتاب مقدس، (نیویورک سیتی لانگمنز، گرین و همکاران، ۱۹۲۰)
7. پریپلوس دریای بیرونی، شرق و غرب، و جزایر بزرگ در آن، نوشته مارسیان هراکلیا، فیلادلفیا، ۱۹۲۷.